# Experimento de Griffith
O experimento de Griffith, relatado em 1928 por Frederick Griffith, foi o primeiro experimento sugerindo que bactérias são capazes de transferir informação genética através de um processo conhecido como Transformação. A descoberta de Griffith foi seguida pela do final da década de 1930 e início da década de 1940 que isolou o DNA como o material que comunicava esta informação genética.
Em seus estudos sobre pneumococos, na tentativa da criação de uma vacina, acabou percebendo a existência de dois ou mais tipos dessa bactéria em uma amostra de secreção coletada de um paciente. Buscando comprovar sua observação realizou diversos experimentos envolvendo a introdução da Streptococcus pneumonie em ratos.
Os experimentos de Griffith ultilizaram duas variantes uma virulenta  e outra avirulenta. Elas foram nomeadas, respectivamente de S (smooth) e R (rough) pelo bacteriologista J. A. Arkwright.
- Cepa S (smooth) - bactérias altamente virulentas que apresentavam em colônia uma aparência lisa. Essa aparência se dava devido a presença de uma capa de polissacarídeo que a protegia do sistema imune do rato. Quando inoculada causava a morte do animal.
- Cepa R (rough): forma avirulenta (atenuada), ou seja não causava doença. Em colônia apresentam uma aparência rugosa devido a ausência do envoltório polissacarídeo.

Em um experimento foi inoculada, primeiramente, uma cepa S morta por aquecimento e, como esperado, não ocorreu o desenvolvimento da doença. Em outra análise, injetou-se no roedor a cepa S inativada pelo calor combinada a cepa R. O rato desenvolveu a pneumonia  e foram encontradas células da variante S em seus tecidos. 

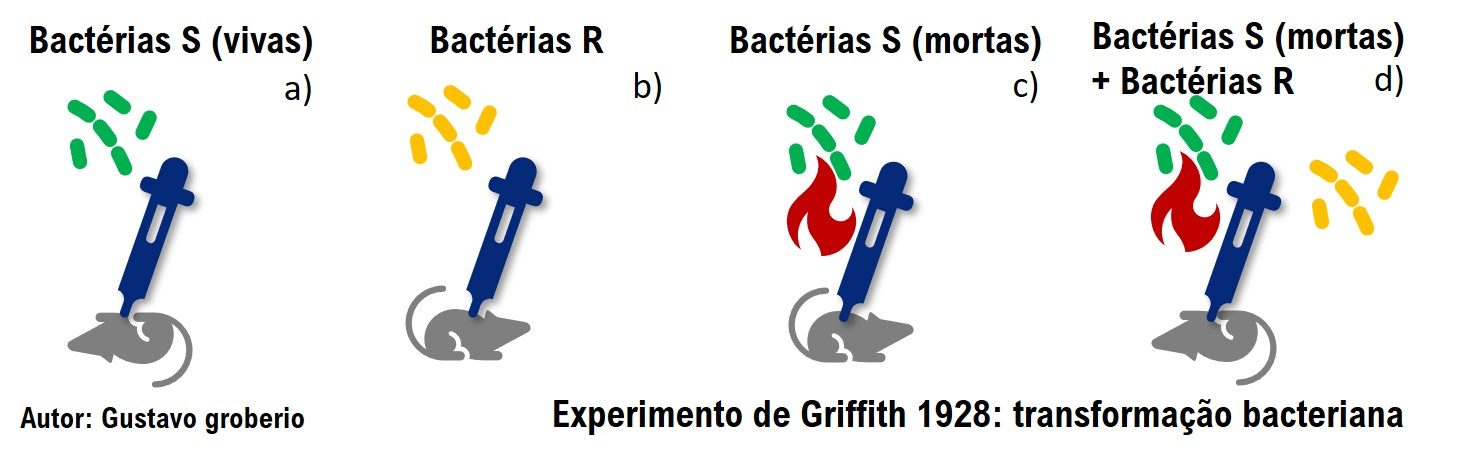
a) Inoculação da cepa S; b)Inoculação da cepa R; c) Inoculação da cepa S morta; d) Inoculação da cepa S morta e da cepa R.

Griffth, portanto, chegou a conclusão de que as bactérias R teriam se "transformado" na variante S, pois adquiriram o que Frederick denominou de substância S. E para ele,  era uma proteína.
Em trabalhos posteriores a substância responsável pela "transformação" foi isolada e identificada como DNA.
Notas
•O termo transformação foi  utilizado por Frederick para conceituar a reversão de uma cepa a outra.
•Apesar de muitos livros diadáticos atribuírem o termo "princípio transformador" a Griffth, ele nunca o utilizou e ainda não se sabe quem o cunhou.